# Franz Seraphim Köllerer
Franz Seraphim Köllerer (* 14. September 1839 in Schönram; † 26. Januar 1879 ebenda) war ein deutscher Brauereibesitzer und Mitglied des Deutschen Reichstags.
Köllerer wurde 1874 für den Reichstagswahlkreis Oberbayern 7 Rosenheim für das Zentrum in den Deutschen Reichstag gewählt, dem er bis 1877 angehörte. Von 1875 bis 1877 war er Mitglied der bayerischen Abgeordnetenkammer für den Wahlkreis Traunstein, er legte dieses Mandat 1877 aus familiären und geschäftlichen Gründen nieder.